# Mark Robinson (politico statunitense)
Mark Keith Robinson (Greensboro, 18 agosto 1968) è un politico statunitense, vicegovernatore della Carolina del Nord dal 2021 al 2025.
Dopo aver vinto le elezioni vicegovernatoriali della Carolina del Nord del 2020, Robinson è diventato il primo afroamericano a coprire tale carica. Nel 2024 è il candidato del Partito Repubblicano per le elezioni governatoriali del Carolina del Nord del 2024.
Robinson ha ottenuto fama nel 2018, quando un video in cui difende i diritti alle armi nel consiglio comunale di Greensboro è diventato virale. Ha vinto la sua prima campagna elettorale nel 2020, con le elezioni vicegovernatoriali della Carolina del Nord del 2020.

## Biografia
Mark Keith Robinson è nato il 18 agosto 1968 a Greensboro, in Carolina del Nord. Per problemi di alcolismo di suo padre e di violenza domestica, ha vissuto gran parte della sua infanzia in affidamento, prima di tornare a vivere con la madre che lavorava come custode. Dopo essersi diplomato alla Grimsley High School, presta servizio nella United States Army Reserve. In seguito, inizia a lavorare in una fabbrica di mobili mentre segue lezioni di storia alla University of North Carolina, con l'intento di diventare insegnante di storia. Si laurea a dicembre 2022.

## Controversie
Prima della sua carriera politica, Robinson ha fatto varie dichiarazioni controverse in chiave omofoba, antisemita, razzista e islamofoba. Il 19 settembre 2024, CNN ha pubblicato un rapporto che ha collegato l'identità di Mark Robinson ad un utente col nome utente "minisoldr", attivo tra il 2008 e il 2012 nel forum pornografico Nude Africa, che si è autodefinito un "nazista nero" ed un "pervertito", oltre ad aver definito Martin Luther King Jr. un "bastardo comunista". Robinson ha negato tutte le accuse ed incolpato il suo avversario per le elezioni governatoriali in Carolina del Nord del 2024, Josh Stein, di aver creato questa "bufala" con l'intelligenza artificiale. L'account del forum pornografico è stato eliminato nello stesso giorno della pubblicazione del rapporto di CNN.